# Список исмаилитских имамов
Это список имамов, признанных различными ответвлениями исмаилизма. Имамы считаются членами Ахль аль-Байта («людей дома») пророка Мухаммеда через его дочь Фатиму.

## Ранние имамы
| Семеричники | Семеричники | Фатимиды   | Фатимиды                    | Имамы               | Период                                   |
| Вакифиты    | Карматы     | Мусталиты  | Низариты                    | Имамы               | Период                                   |
| ----------- | ----------- | ---------- | --------------------------- | ------------------- | ---------------------------------------- |
| 1           | 1           | Асас/Васих | 1                           | Али                 | (632—661)                                |
| 2           | 2           | 1          | Муставда («временный имам») | Хасан ибн Али       | (661—669)                                |
| 3           | 3           | 2          | 2                           | Хусейн ибн Али      | (мусталиты: 669—680) (низариты: 661—680) |
| 4           | 4           | 3          | 3                           | Зейн аль-Абидин     | (680—713)                                |
| 5           | 5           | 4          | 4                           | Мухаммад аль-Бакир  | (713—733)                                |
| 6           | 6           | 5          | 5                           | Джафар ас-Садик     | (733—766)                                |
| 7 (махди)   | —           | 6          | 6                           | Исмаил ибн Джафар   | (765—775)                                |
| —           | 7 (махди)   | 7          | 7                           | Мухаммад ибн Исмаил | (775—813)                                |

## Фатимиды
В традициях Фатимидов и последовавших за ними исмаилитов имамата придерживались следующие. Согласно распространённым источникам, каждый из перечисленных имамов считается сыном предыдущего имама.
- 8. Абдуллах ибн Мухаммад (Вафи Ахмад)
- 9. Ахмад ибн Абдуллах (Таки Мухаммад)
- 10. Хусейн ибн Ахмад (Ради ад-Дин Абдуллах)
- 11. Мухаммад аль-Махди
- 12. Аль-Каим Биамриллах
- 13. Аль-Мансур Бинасруллах
- 14. Аль-Муизз Лидиниллах
- 15. Аль-Азиз Биллах
- 16. Аль-Хаким Биамриллах
- 17. Аз-Захир Биллах
- 18. Аль-Мустансир Биллах

После его смерти вопрос о престолонаследии был оспорен. Регент аль-Афдаль Шаханшах посадил на трон младшего сына Мустансира аль-Мустали Биллаха. Это оспаривал старший сын Низар аль-Мустафа Лидиналлах, который потерпел поражение и умер в тюрьме. Этот спор привёл к расколу на две ветви, длящемуся и по сей день, — низаритов и мусталитов.

## Мусталиты
Мусталитские имамы:
- 19. Ахмад аль-Мустали Биллах
- 20. Аль-Амир Биахкамиллах

Мусульмане-исмаилиты-хафизиты утверждали, что аль-Амир умер, не оставив наследника, и ему наследовал в качестве халифа и имама его двоюродный брат аль-Хафиз. Мусталиты раскололись на хафизитов, которые признали его и его преемников имамом, и таййибитов, которые верили, что предполагаемый сын аль-Амира ат-Таййиб был законным имамом и ушёл в сокрытие.

### Таййибиты
Таййибитские имамы:
- 21. Абу-ль-Касим ат-Таййиб[англ.]

### Хафизиты
Хафизитские имамы:
- 21. Аль-Хафиз Лидиниллах
- 22. Аз-Зафир Биамриллах
- 23. Аль-Фаиз Бинасруллах
- 24. Аль-Адид Лидиниллах
- 25. Дауд ибн аль-Адид[англ.]
- 26. Сулейман Бадр ад-Дин[англ.]

Хафизитская секта просуществовала до XIV века в Египте и Сирии, но к концу XIV века вымерла.

## Низариты
| #  | Имамы                                             | Период      |
| -- | ------------------------------------------------- | ----------- |
| 19 | Абу Мансур Низар аль-Мустафа Лидиниллах           | (1095—1097) |
| 20 | Аль аль-Хади ибн Низар аль-Мустафа Лидиниллах     | (1097—1136) |
| 21 | Мухаммад аль-Мухтади ибн Али аль-Хади             | (1136—1158) |
| 22 | Хасан аль-Кахир ибн Мухаммад аль-Мухтади          | (1158—1162) |
| 23 | Хасан Ала Зикрихи’с-Салам                         | (1162—1166) |
| 24 | Нур ад-Дин Мухаммад ибн Хасан Ала Зикрихи’с-Салам | (1166—1210) |
| 25 | Джалал ад-Дин Хасан ибн Нур ад-Дин Мухаммад       | (1210—1221) |
| 26 | Ала ад-Дин Мухаммад ибн Джалал ад-Дин Хасан       | (1221—1255) |
| 27 | Рукн ад-Дин Хуршах ибн Ала ад-Дин Мухаммад        | (1255—1256) |
| 28 | Шамс ад-Дин Мухаммад ибн Рукн ад-Дин Хуршах       | (1257—1310) |

После смерти Шамс ад-Дина Мухаммада низариты разделились на две группы: низариты-муминиты, считавшие старшего сына Ала ад-Дина Му'мин-шаха следующим имамом, за которым последовал его сын Мухаммад-шах, и низариты-касимиты, считавшие сына Касим-шаха следующим имамом.

### Исмаилиты
- 26. Ала ад-Дин Му'мин-шах ибн Шамс ад-Дин Мухаммад, умер в 1377 году; старший сын Шамс ад-Дина Мухаммада
- 27. Мухаммад-шах ибн Му'мин-шах, умер в 1404 году
- 28. Ради ад-Дин ибн Мухаммад-шах, умер в XV веке
- 29. Тахир ибн Ради ад-Дин, умер в XV веке
- 30. Ради ад-Дин II ибн Тахир, умер в 1509 году
- 31. Шах Тахир ибн Ради ад-Дин II аль-Хусейни ад-Даккани[англ.], умер в 1549 году. Самый известный имам из этой линии
- 32. Хайдар ибн Шах Тахир, умер в 1586 году
- 33. Садр ад-Дин Мухаммад ибн Хайдар, умер в 1622 году
- 34. Муин ад-Дин ибн Садр ад-Дин, умер в 1644 году
- 35. Атийятуллах ибн Муин ад-Дин (Худайбакш), умер в 1663 году
- 36. Азиз-шах ибн Атийятуллах, умер в 1691 году
- 37. Муин ад-Дин II ибн Азиз-шах, умер в 1715 году
- 38. Амир Мухаммад аль-Мушарраф ибн Муин ад-Дин II, умер в 1764 году
- 39. Хайдар аль-Мутаххар ибн Мухаммад аль-Мушарраф, умер в 1786 году
- 40. Амир Мухаммад аль-Бакир ибн Хайдар аль-Мутаххар, последний известный имам этой линии, исчез в 1796 году

- 29. Касим-шах (скрытый), младший сын Шамс ад-Дина Мухаммада, (1310—1368)
- 30. Ислам-шах (скрытый) утвердился в Анджудане в 1368—1424 годах
- 31. Мухаммад ибн Ислам-шах (скрытый), Анджудан, (1424—1464)
- 32. Али-шах аль-Мустансир Биллах II (Шах Каландар), основал общественный имамат — в соответствии с практикой суфийской такии — в Анджудане, (1464—1480)
- 33. Абд ас-Салам-шах, Анджудан, (1480—1494)
- 34. Гариб Мирза (аль-Мустансир Биллах III), Анджудан, (1494—1498)
- 35. Абу Зарр Али, Анджудан, (1498—1509)
- 36. Мурад Мирза (1509—1574), казнён в 1574 году иранским шахом Тахмаспом I
- 37. Зульфикар Али (Халилуллах I), Анджудан, (1574—1634)
- 38. Нур ад-Дин Али, Анджудан, (1634—1671)
- 39. Халилуллах II Али, последний имам Анджудана, (1671—1680)
- 40. Шах Низар II, основал имамат в Кахаке[перс.], (1680—1722)
- 41. Сайид Али, Кахак, (1722—1754)
- 42. Сайид Хасан Али, основавший имамат в Шехре-Бабеке, Керман, первый имам, отказавшийся от практики такии
- 43. Касим Али (Сайид Джафар), Керман
- 44. Абу-ль Хасан Али (Бакир-шах), (1756—1792)
- 45. Шах Халилуллах III, Кахак, затем с 1815 года в Йезде (1792—1817), убит в 1817 году
- 46. Хасан Али-шах Ага-хан I или Шах Хасан Али (жил в 1804—1881; правил в 1817—1881)
- 47. Ага Али-шах Ага-хан II или Шах Али-шах (жил 1830—1885; правил 1881—1885)
- 48. Султан Мухаммад-шах Ага-хан III (жил 1877—1957; правил 1885—1957)
- 49. Шах Карим аль-Хусейни Ага-хан IV (жил 1936—2025; правил 1957—2025)
- 50. Шах Рахим аль-Хусейни Ага-хан V (родился в 1971 году; правит с 2025 года)